# Andriivka, Ceaplînka
Andriivka (în ucraineană Андріївка) este un sat în comuna Mahdalînivka din raionul Ceaplînka, regiunea Herson, Ucraina.

## Demografie
Componența lingvistică a localității Andriivka
     Ucraineană (96,84%)
     Rusă (2,11%)
     Alte limbi (0,53%)
Conform recensământului din 2001, majoritatea populației localității Andriivka era vorbitoare de ucraineană (96,84%), existând în minoritate și vorbitori de rusă (2,11%).